# Евполем
Евполем — македонський полководець, династ Карії.

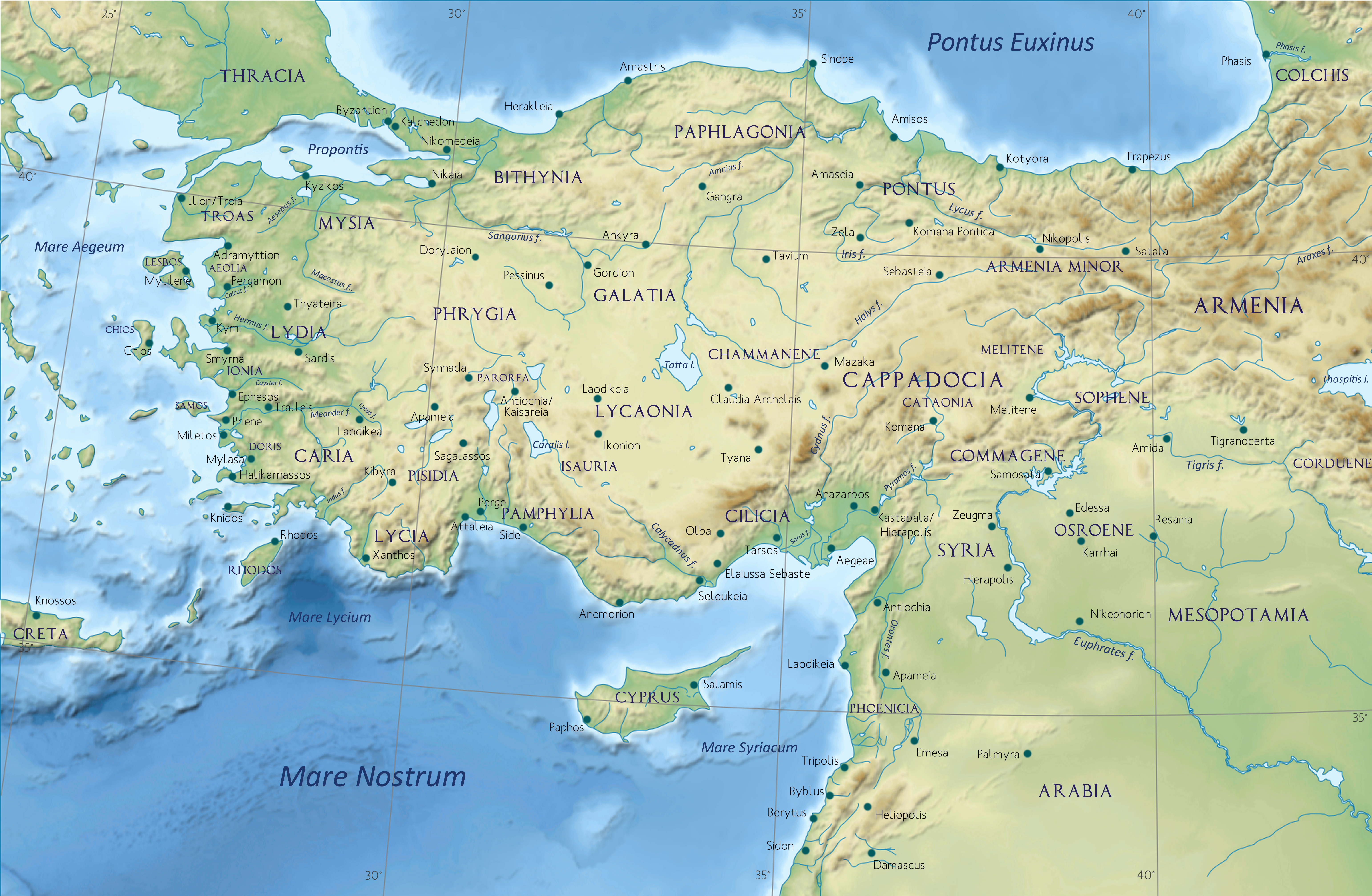
Карта Малої Азії. На південному заході позначені згадані у статті Карія, Міласа та Галікарнас

Вперше про Евполема як полководця Кассандра — фактичного володаря Македонії з 316 р. до н. е. та царя з 306 р. до н. е. — згадується під 315 р. до н. е. Тоді керівники малоазійської армії Кассандра Асандр та Препелай послали Евполема з 8 тисячами піхотинців та 200 вершниками у карійське місто Каприма (ймовірно, десь у північній частині цієї гористої області). Тут він мав влаштувати засідку на Птолемея, племінника та полководця Антигона Одноокого, котрий розмістив своїх вояків у Карії на зимові квартири, а сам зайнявся урочистими похованням свого батька. Втім, завдяки дезертирам цей план став відомий Птолемею. Він зібрав розташовані поблизу загони, створивши військо у 8300 піхотинців та 600 вершників, після чого, напавши на табір Евполема біля опівночі, захопив його та усіх солдат у полон.
Втім, вже у 313 році до н. е. Евполем був вільний та став командуючим армією Кассандра, котра діяла у Греції. Відомо також, що в 306—304 рр. до н. е. він брав участь у так званій Чотирирічній війні Кассандра з Афінами.
В 301 р. до н. е. брат Кассандра Плейстарх під час розділу держави Антигона Одноокого отримав в управління південне узбережжя Малої Азії. З Кілікії його доволі швидко вигнав син Антигона Деметрій І Поліоркет, а от у Карії Плейстарх правив щонайменше 7 років — до 295 р. до н. е. В подальшому тут почав розпоряджатись Евполем, проте за яких саме обставин відбулась ця зміна династів — помер Плейстарх природною смертю чи був усунутий — невідомо. 
Про діяльність Евполема як династа Карії відомо з напису на його честь із Ясосу (північна частина карійського узбережжя). Також знайдена його угода з мешканцями Тіангели (півтора десятки кілометрів на схід від Галікарнаса) та якимись розташованими у цьому місті солдатами. Відомо, що він карбував свою бронзову монету в Міласі (старовинна столиця Карії) та Кавні (місто на південному сході області неподалік від кордону з Лікією).
Про те, як завершилось правління Евполема, також нічого невідомо. У 280—279 рр. до н. е. єгипетський цар Птолемей II під час так званої Карійської війни захопив значні території у цій області (включаючи Міласу та Кавн). Втім, наразі немає жодних свідчень, чи була це боротьба з місцевим династом Евполемом, чи за розділ царства Лісімаха із сирійським царем Антіохом I.